# Bourvari
Bourvari (arménien: Բուրւարի) est une région qui représente un ensemble de villages en Iran, entre la ville de Khomein (dans la province de Markazi) et Aligoodarz (dans la pronvince de Lorestān).
Bourvari était principalement peuplé d'Arméniens qui furent déportés dans cette région en 1603 et 1604 par le Shah de Perse, Shah Abbas, de la dynastie des Safavides.
La liste qui suit représente les noms des différents villages de Bourvari :
1. Dehno
2. Khorzend
3. Farajabad
4. Bahmanabad
5. Sangesfid